# Neochromadora pugilator
Neochromadora pugilator är en rundmaskart som beskrevs av Christian Wieser 1959. Neochromadora pugilator ingår i släktet Neochromadora och familjen Chromadoridae. Inga underarter finns listade i Catalogue of Life.